# Wanderson de Jesus Martins
Wanderson de Jesus Martins, mais conhecido como Caju (Irecê, 17 de julho de 1995), é um futebolista brasileiro que atua como lateral-esquerdo. Atualmente, joga pelo Aris Limassol.

## Carreira

### Antecedentes
Natural de Irecê, na Bahia, Caju se mudou aos cinco anos com seus pais para a cidade de Altair, interior de São Paulo. Caju fez testes no Santos e passou a fazer parte das categorias de base do clube no ano de 2013, quando começou a atuar pelo sub-20.

### Santos
Caju foi revelado nas categorias de base do Santos e foi promovido ao time profissional em setembro de 2014, aproveitando a saída de Emerson Palmieri para o clube italiano Palermo e a lesão de Eugenio Mena.
Em 21 de setembro de 2014, Caju fez seu primeiro jogo na carreira como jogador profissional, começando como titular em uma vitória em casa por 3–1 sobre o Figueirense, pelo Campeonato Brasileiro de 2014.
Em 10 de março de 2015, após ser sondado pela Udinese e pelo Barcelona, o Caju renovou seu contrato com o Santos, válido até 2019. Em meados de 2016, com a convocação de Zeca para a disputa dos Jogos Olímpicos, Caju foi escolhido para ser o titular pelo técnico Dorival Júnior neste período, recebendo elogios por suas atuações.
Em 15 de julho de 2017, Caju foi emprestado ao Lille, por 500.000 de euros, com uma cláusula de rescisão obrigatória de 4 milhões após 15 partidas. Em setembro, no entanto, após ser reprovado no exame médico, ele voltou ao Santos.

### APOEL
Em 21 de maio de 2018, foi anunciada a transferência de Caju ao clube cipriota APOEL, por um contrato de empréstimo de uma temporada com uma cláusula de compra.

### Braga
No dia 18 de julho de 2019, foi oficializada a transferência de Caju ao clube português Braga, com o Santos com 15% de uma futura venda do jogador.

### Goiás
No dia 19 de janeiro de 2020, o Goiás oficializou a contratação de Caju, por um contrato de empréstimo de uma temporada. Fez sua estreia pelo clube no dia 8 de fevereiro, entrando como titular em um empate em casa por 1–1 com o Goianésia, pelo Campeonato Goiano de 2020.

### Retorno ao Braga
No dia 27 de janeiro de 2021, foi oficializado o fim de empréstimo de Caju ao Goiás e retornou ao Braga. Na sua segunda passagem pelo clube, Caju atuou em apenas uma partida.

### Aris Limassol
No dia 24 de junho de 2021, Caju deixou o Braga e foi emprestado ao clube cipriota Aris Limassol, por um contrato de empréstimo de uma temporada com uma opção de compra. Na temporada 2021–22, Caju foi utilizado em 20 jogos. Após ser destaque no clube, Caju foi contratado em definitivo no dia 19 de junho de 2022. No Aris Limassol, participou da campanha que levou o time a vencer o Campeonato Cipriota pela primeira vez na história na temporada 2022–23.

## Seleção Brasileira
No dia 27 de novembro de 2014, Caju foi convocado para a Seleção Brasileira Sub-20, ao lado dos companheiros de Santos, Gabriel e Thiago Maia, para o Campeonato Sul-Americano Sub-20 de 2015. Ele fez sua estreia em 15 de janeiro de 2015, em uma vitória por 2–1 sobre o Chile.

## Estatísticas
Atualizado até 25 de agosto de 2023.

### Clubes
| Equipe            | Temporada         | Campeonato nacional | Campeonato nacional | Campeonato nacional | Copa nacional[a] | Copa nacional[a] | Copa nacional[a] | Competições continentais[b] | Competições continentais[b] | Competições continentais[b] | Outros torneios[c] | Outros torneios[c] | Outros torneios[c] | Total | Total | Total   |
| Equipe            | Temporada         | Jogos               | Gols                | Assist.             | Jogos            | Gols             | Assist.          | Jogos                       | Gols                        | Assist.                     | Jogos              | Gols               | Assist.            | Jogos | Gols  | Assist. |
| ----------------- | ----------------- | ------------------- | ------------------- | ------------------- | ---------------- | ---------------- | ---------------- | --------------------------- | --------------------------- | --------------------------- | ------------------ | ------------------ | ------------------ | ----- | ----- | ------- |
| Santos            | 2014              | 11                  | 0                   | 0                   | 2                | 0                | 0                | —                           | —                           | —                           | —                  | —                  | —                  | 13    | 0     | 0       |
| Santos            | 2015              | 4                   | 0                   | 0                   | 1                | 0                | 0                | —                           | —                           | —                           | 0                  | 0                  | 0                  | 5     | 0     | 0       |
| Santos            | 2016              | 11                  | 0                   | 2                   | 5                | 0                | 0                | —                           | —                           | —                           | 2                  | 0                  | 0                  | 18    | 0     | 2       |
| Santos            | 2017              | 3                   | 0                   | 0                   | 1                | 0                | 0                | 0                           | 0                           | 0                           | 0                  | 0                  | 0                  | 4     | 0     | 0       |
| Santos            | 2018              | 0                   | 0                   | 0                   | 0                | 0                | 0                | 0                           | 0                           | 0                           | 5                  | 0                  | 0                  | 5     | 0     | 0       |
| Santos            | Total             | 29                  | 0                   | 2                   | 9                | 0                | 0                | 0                           | 0                           | 0                           | 7                  | 0                  | 0                  | 45    | 0     | 2       |
| APOEL             | 2018–19           | 25                  | 0                   | 0                   | 2                | 0                | 0                | 5                           | 3                           | 0                           | 1                  | 0                  | 0                  | 33    | 3     | 0       |
| APOEL             | Total             | 25                  | 0                   | 0                   | 2                | 0                | 0                | 5                           | 3                           | 0                           | 1                  | 0                  | 0                  | 33    | 3     | 0       |
| Braga             | 2019–20           | 1                   | 0                   | 0                   | 1                | 0                | 0                | 2                           | 0                           | 0                           | 1                  | 0                  | 0                  | 5     | 0     | 0       |
| Braga             | 2020–21           | 1                   | 0                   | 0                   | 0                | 0                | 0                | —                           | —                           | —                           | —                  | —                  | —                  | 1     | 0     | 0       |
| Braga             | Total             | 2                   | 0                   | 0                   | 1                | 0                | 0                | 2                           | 0                           | 0                           | 1                  | 0                  | 0                  | 6     | 0     | 0       |
| Goiás             | 2020              | 13                  | 0                   | 1                   | 2                | 0                | 1                | 1                           | 0                           | 0                           | 3                  | 0                  | 0                  | 19    | 0     | 2       |
| Goiás             | Total             | 13                  | 0                   | 1                   | 2                | 0                | 1                | 1                           | 0                           | 0                           | 3                  | 0                  | 0                  | 19    | 0     | 2       |
| Aris Limassol     | 2021–22           | 20                  | 0                   | 0                   | —                | —                | —                | —                           | —                           | —                           | —                  | —                  | —                  | 20    | 0     | 0       |
| Aris Limassol     | 2022–23           | 25                  | 2                   | 0                   | 1                | 0                | 0                | 2                           | 1                           | 0                           | —                  | —                  | —                  | 28    | 3     | 0       |
| Aris Limassol     | 2023–24           | 1                   | 0                   | 0                   | 0                | 0                | 0                | 5                           | 1                           | 2                           | 1                  | 0                  | 0                  | 7     | 1     | 2       |
| Aris Limassol     | Total             | 46                  | 2                   | 0                   | 1                | 0                | 0                | 7                           | 2                           | 2                           | 1                  | 0                  | 0                  | 55    | 4     | 2       |
| Total na carreira | Total na carreira | 115                 | 2                   | 3                   | 15               | 0                | 1                | 15                          | 5                           | 2                           | 13                 | 0                  | 0                  | 158   | 7     | 6       |

- a. ^ Jogos da Copa do Brasil, da Taça de Portugal e da Copa do Chipre
- b. ^ Jogos da Copa Libertadores da América, da Liga dos Campeões da Europa, da Liga Europa da UEFA, da Copa Sul-Americana e da Liga Conferência Europa da UEFA
- c. ^ Jogos do Campeonato Paulista, da Supercopa do Chipre, da Taça da Liga e do Campeonato Goiano